# برای تو
برای تو فیلمی به کارگردانی صادق بهرامی، جمشید شیبانی و نویسندگی جمشید شیبانی، حسن شیروانی محصول سال ۱۳۳۴ است.

## خلاصه داستان
دختر جوانی پس از اینکه راننده کامیونی به او تجاوز می‌کند، از ترس رسوایی آوارهٔ شهرها می‌شود...

## بازیگران
- جمشید شیبانی
- شهلا ریاحی
- رفیع حالتی
- ایران دفتری
- مورین
- عبدالله مشکوتی
- فخری خوروش
- اکبر دست ورز
- سلطانی
- تقی ظهوری
- کیوانفر